# Dialecticopteryx sexpunctata
Dialecticopteryx sexpunctata är en insektsart som först beskrevs av Mahmood 1967.  Dialecticopteryx sexpunctata ingår i släktet Dialecticopteryx och familjen dvärgstritar.
Artens utbredningsområde är Filippinerna. Inga underarter finns listade i Catalogue of Life.